# آرگس‌ها
آرگس‌ها (نام علمی: Aerangis) نام یک سرده از تیره ثعلبیان است. از این سرده حدود ۵۰گونه شناسایی شده است که بیشتر گونه‌های آن در آفریقا می‌رویند، اما تعدادی نیز در جزایر کومورو، ماداگاسکار و سری لانکا رشد و نمو می‌کنند.